# Polvijärvi (sjö i Polvijärvi, Norra Karelen)
Polvijärvi är en sjö i kommunen Polvijärvi i landskapet Norra Karelen i Finland. Sjön ligger 91,3 meter över havet. Den är 8,59 meter djup. Arean är 20 hektar och strandlinjen är 5,28 kilometer lång.  Den  ingår i Vuoksens huvudavrinningsområde.  Sjön ligger omkring 34 kilometer nordväst om Joensuu och omkring 380 kilometer nordöst om Helsingfors. 
I sjön finns ön Kanisaari. 